# Combat de Tolosa
Guerre d'indépendance espagnole
Batailles
- San Millan-Osma (06/1813)
- Vitoria (06/1813)
- Tolosa (06/1813)
- Saint-Sébastien (1er) (07/1813)
- Pyrénées (07/1813)
- Maya (07/1813)
- Roncevaux (07/1813)
- Sorauren (07/1813)
- Beunza (07/1813)
- Saint-Sébastien (2e) (08/1813)
- San Marcial (08/1813)
- Bidassoa (10/1813)
- Pampelune (10/1813)
- Nivelle (11/1813)
- Nive (12/1813)

- Garris (02/1814)
- Orthez (02/1814)
- Bayonne (02/1814)
- Toulouse (04/1814)

Le combat de Tolosa se déroula le 26 juin 1813 à Tolosa, en Espagne, dans le cadre de la guerre d'indépendance espagnole. Il opposa une armée anglo-luso-espagnole commandée par le général britannique Thomas Graham à une force franco-italienne sous les ordres du général Maximilien Sébastien Foy. L'affrontement se solda par une victoire des Alliés. 
Au printemps 1813, l'armée alliée du marquis Arthur Wellesley de Wellington déclencha une offensive de grande envergure pour débarrasser le territoire espagnol de la présence française. Le 21 juin, Wellington infligea une sévère défaite aux troupes du roi Joseph Bonaparte à la bataille de Vitoria. Alors que les Impériaux se repliaient en direction des Pyrénées, le commandant en chef britannique chercha à intercepter les colonnes des généraux Foy et Clauzel qui, absents de Vitoria, se trouvaient respectivement au nord et au sud de sa position. 
L'un des subordonnés de Wellington, le général Graham, fut dépêché contre Foy. Cependant, aidé par l'apparition fortuite de la division Maucune, ce dernier repoussa l'assaut initial de ses adversaires avant de se replier pour échapper à l'encerclement. De son côté, Clauzel parvint également à se tirer d'affaire mais, en dehors des sièges de Pampelune et de Saint-Sébastien, tout le nord de l'Espagne était dorénavant libéré du joug napoléonien.

## Contexte

### Bataille de Vitoria et retraite française
Au printemps 1813, 95 000 soldats français étaient déployés dans la péninsule Ibérique pour faire face à l'armée de Wellington. Ces effectifs étaient répartis entre l'armée du Portugal commandée par le général Honoré Charles Reille (42 000 hommes), l'armée du Sud dirigée par le général Honoré Théodore Maxime Gazan (36 000 hommes) et l'armée du Centre sous les ordres du général Jean-Baptiste Drouet d'Erlon (17 000 hommes). Toutefois, sur ordre de Napoléon, les six divisions de Reille étaient employées à la traque des guérilleros espagnols dans le nord de l'Espagne, ce qui ne laissait au roi Joseph Bonaparte et au maréchal Jean-Baptiste Jourdan que 33 000 fantassins, 9 000 cavaliers et 100 canons. Joseph se plaignit de cette situation auprès de son frère mais ses préoccupations furent balayées d'un revers de main. En face, Wellington disposait de 52 000 Britanniques, 28 000 Portugais et 25 000 Espagnols. Quant aux 40 000 soldats français de l'armée du Nord, la plupart étaient assignés à des tâches de garnisons, de sorte que 10 000 hommes seulement étaient utilisables en vue d'une campagne de terrain. Le 14 janvier, Napoléon remplaça le général Marie François Auguste de Caffarelli du Falga, commandant de l'armée du Nord, par le général Bertrand Clauzel, dont la mission consistait à détruire les bandes insurgées dans le nord du pays et à dégager le principal axe de communication entre la France et l'Espagne.
Au mois de juin, les forces de Wellington tournèrent à plusieurs reprises l'aile nord du dispositif français, obligeant Joseph à reculer constamment. Au cours de cette retraite, le roi fut rejoint par trois des divisions de Reille, mais il était en revanche sans nouvelle des agissements de Clauzel. Le 18 juin, le contingent de Reille se heurta à l'avant-garde de Wellington lors de la bataille de San Millan-Osma. Si deux des divisions impériales s'en tirèrent sans grandes pertes, la division Maucune fut fortement malmenée, à tel point que Joseph la cantonna dans les jours suivants à la garde du convoi de l'armée. Dans le même temps, gênés par la rapidité de la progression de Wellington, les Français se révélèrent incapables de concentrer la totalité de leurs forces. Le 19, en fin de journée, l'armée de Joseph atteignit Vitoria où elle attendit en vain l'arrivée de Clauzel. Deux jours plus tard eut lieu la bataille de Vitoria, qui opposa les 88 276 soldats alliés et 90 canons de Wellington aux 57 300 hommes de Joseph. La défaite française fut écrasante : au prix d'environ 5 000 hommes hors de combat, les Alliés infligèrent à leurs adversaires une perte de 8 000 tués, blessés, prisonniers ou disparus. Les Impériaux laissèrent également sur le terrain 151 canons, 415 caissons, 25 millions de francs et de vastes quantités de butin pillées en Espagne.
La retraite française se transforma rapidement en débâcle, mais les Alliés ne profitèrent pas de cette situation pour mener une poursuite efficace ; ainsi, des neuf brigades de cavalerie que comptait l'armée de Wellington, sept ne prirent aucune part aux combats. La principale explication à cela est que, à de rares exceptions près, la majeure partie des unités alliées étaient occupées à piller l'immense convoi de chariots que les Français avaient abandonné dans leur fuite. D'autres facteurs, tels que l'état d'épuisement des soldats alliés — qui avaient parcouru plus de 30 km en une journée —, la bonne contenance des deux divisions de l'armée du Portugal et l'énergique prestation de la cavalerie française d'arrière-garde (3e hussards et 15e dragons), contribuèrent à atténuer l'ampleur de la défaite impériale.
L'armée de Wellington se lança finalement à la poursuite de Joseph le 22 juin en milieu de matinée, se dirigeant vers l'est en direction de Salvatierra. Le commandant britannique envoya également des troupes espagnoles sous les ordres de Pedro Agustín Girón et Francisco de Longa au nord-est pour tenter de rattraper le convoi de Maucune. De Salvatierra, Wellington ordonna à une autre colonne, sous les ordres du général Thomas Graham, de faire route au nord afin d'intercepter Foy et Maucune. En ce qui concernait l'armée de Joseph, celle-ci avait quitté la région de Pampelune dès le 24 juin, le corps de d'Erlon filant au nord en direction du col de Maya via la vallée de Baztan tandis que celui de Gazan se dirigeait au nord-est vers le col de Roncevaux. Les soldats de Reille, depuis longtemps séparés du gros des forces françaises, reculaient quant à eux vers la côte de Biscaye, au nord. Le 26 juin, les Alliés commencèrent le siège de Pampelune. Le même jour, informé par le chef guérillero Francisco Espoz y Mina de la présence des troupes de Clauzel au sud de sa position, Wellington détacha plusieurs de ses divisions contre elles.

### Agissements de Clauzel

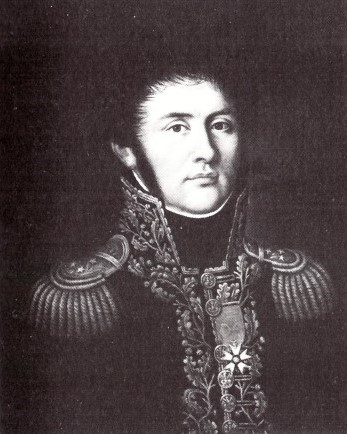
Le général Bertrand Clauzel.

Clauzel commandait l'armée du Nord depuis le 21 février 1813. Quelques jours auparavant, le 8 février, 2 800 guérilleros sous Mina avaient repoussé les 3 150 soldats de la division du général Louis Jean Nicolas Abbé à Tiebas-Muruarte de Reta. À la suite de cette défaite, les 328 survivants de la garnison française de Tafalla se rendirent. Un autre désastre pour les Impériaux eut lieu à Lerín le 31 mars, lorsque les 2 100 hommes de Mina anéantirent par surprise deux bataillons de la 2e division de l'armée du Portugal (général Marie Étienne de Barbot) occupés à piller la ville : 663 soldats français tombèrent aux mains des Espagnols. Le général Barbot ne fit rien pour empêcher ce désastre alors même qu'il se trouvait non loin de là avec six bataillons.
Après avoir échoué une première fois à s'emparer de Mina, Clauzel décida de frapper un grand coup en attaquant le repaire montagneux de celui-ci à Roncal. Il rassembla pour cette opération la division du général Lubin Martin Vandermaesen ainsi que celles d'Abbé et de Barbot, confiant à la 3e division de l'armée du Portugal, commandée par le général Éloi Charlemagne Taupin, le soin de maintenir l'ordre en Navarre. À l'issue du raid mené les 12 et 13 mai, la base de Roncal fut détruite et 1 000 pertes infligées aux guérilleros, mais Mina lui-même parvint à s'enfuir. Clauzel traita humainement ses prisonniers, ce qui ne l'empêcha pas d'appliquer de sévères représailles aux villages du nord-ouest de la Navarre. Son raid eut par ailleurs des conséquences stratégiques car, tandis que lui et ses troupes étaient aventurés en profondeur dans les montagnes, ses communications avec l'armée de Joseph furent rompues.
Le 27 mai, Joseph transmit à Clauzel une missive pour exiger de lui la restitution, dans les plus brefs délais, des divisions Barbot, Foy et Taupin. À cette période, il fallait entre huit et dix jours à un courrier pour parvenir jusqu'au commandant de l'armée du Nord. Le 15 juin, Clauzel quitta Pampelune et se dirigea vers Logroño, dans le but de faire sa jonction avec l'armée de Joseph. De cette localité, il obliqua en direction du nord-ouest et atteignit Treviño le 22 juin, encore ignorant du désastre de Vitoria survenu la veille. Lorsqu'il eut enfin vent de la défaite française, sa colonne progressa au sud jusqu'à Viana le 23 juin, puis au nord vers Salvatierra le jour suivant, avant de faire demi-tour sitôt reçu des nouvelles qui confirmaient l'ampleur de la catastrophe de Vitoria. Le 25 juin, Clauzel récupéra la garnison de Logroño et se mit en route vers Pampelune, au nord-est ; mis au courant des efforts déployés par les Britanniques pour intercepter ses forces, il dévia cependant son axe de marche vers le sud et franchit l'Èbre à Lodosa le 26 juin.
Des deux corps détachés par Wellington à la poursuite de Clauzel, la 6e division britannique du général Henry Clinton et la brigade de cavalerie Household de Robert Hill partirent de Vitoria le 26. Clinton poussa jusqu'à Lerín mais abandonna après avoir réalisé que son adversaire avait deux jours d'avance sur lui. Le second corps en partance de Pampelune, formé de la 4e division britannique, de la division légère et de la brigade de hussards de Colquhoun Grant, sous la direction d'ensemble du général Galbraith Lowry Cole, se dirigea quant à lui sur Tafalla le même jour, suivi par les 3e et 7e divisions ainsi que par la brigade de cavalerie lourde de William Ponsonby.

### Opérations du général Foy

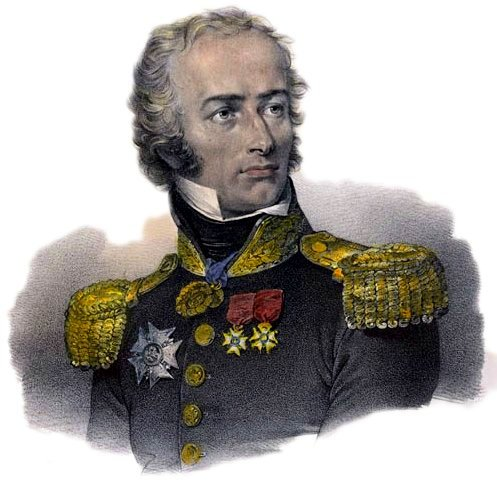
Le général Maximilien Sébastien Foy.

Le 21 avril 1813, la division Foy (5 513 hommes) arriva à Bilbao, dans la province de Biscaye, où elle fut rejointe peu après par la division du général Jacques Thomas Sarrut (4 500 hommes). Foy avait désormais plus de 16 000 hommes sous ses ordres, en comptant la division italienne Palombini (2 474 hommes), la brigade Aussenac (1 500 hommes), la brigade Rouget (2 000 hommes) et 409 artilleurs. À la même époque, Foy reçut une dépêche de Clauzel qui lui demandait de s'emparer du port de Castro Urdiales. Pour ce qui est de la composition exacte des unités de Foy, un état de situation d'octobre 1812 indique que la 1re division de l'armée du Portugal était composée des 39e, 69e et 76e régiments d'infanterie de ligne à deux bataillons chacun ainsi que d'un bataillon du 6e régiment d'infanterie légère. La 4e division de Sarrut, appartenant à la même armée, comprenait le 36e de ligne et les 2e et 4e légers à deux bataillons chacun. La brigade Aussenac était forte des 3e et 105e de ligne à deux bataillons chacun et des 64e, 100e et 103e de ligne dotés d'un seul bataillon. Quant à la division Palombini, elle était constituée des 4e et 6e de ligne italiens à deux bataillons, de trois bataillons du 2e léger italien, du régiment de dragons Napoleone et de deux batteries d'artillerie.
Le 25 avril suivant, Foy quitta Bilbao avec trois divisions ― la sienne, celles de Sarrut et de Palombini, soit plus de 11 000 hommes au total. Ces troupes atteignirent Castro Urdiales le soir même. La ville était défendue par 1 000 soldats espagnols sous les ordres de Pedro Alvarez, soutenus par trois sloops britanniques : le Lyra (10 canons), le Royalist (18 canons) et le Sparrow (16 canons). Dans un premier temps, les Français mirent plusieurs jours à acheminer les canons nécessaires au siège de la place. Sitôt entrés en action, cependant, ces derniers percèrent rapidement le mur d'enceinte. Dans la nuit du 11 mai, Castro Urdiales fut prise d'assaut par les forces impériales. La majeure partie de la garnison espagnole fut évacuée par les navires britanniques tandis que bon nombre d'assaillants se livraient au viol et au pillage. Les pertes s'élevèrent à environ 180 hommes de chaque côté. Le 30 mai, un engagement opposa les troupes de Foy à un bataillon d'irréguliers espagnols qui abandonna 200 tués et 360 prisonniers sur le champ de bataille ; deux autres corps de guérilla furent également accrochés par les Français mais parvinrent à s'enfuir sans grandes pertes.
À la suite de ce succès, Foy dut patienter jusqu'au 19 juin pour recevoir de nouvelles instructions. Il se trouvait alors à Bergara avec un seul bataillon, même si 20 000 soldats franco-italiens se trouvaient à proximité plus ou moins immédiate. À cette date, la division Sarrut avait quitté la région pour rejoindre le gros de l'armée commandée par Joseph. Les directives transmises à Foy par l'intermédiaire du général Pierre Thouvenot, en poste à Vitoria, stipulaient : « si le général Foy et sa division se trouvent dans votre voisinage, vous devez lui dire de renoncer à sa marche sur Bilbao et de se rapprocher de Vitoria, à moins que sa présence ne soit absolument nécessaire au point où il se trouve actuellement ». Ne réalisant pas l'urgence de la situation, Foy refusa à Joseph le concours des 5 000 hommes de sa division dont l'absence fut cruellement ressentie lors de la bataille de Vitoria.

## Déroulement du combat

### Affrontements du 22 au 25 juin
Le 20 juin, Foy donna l'ordre d'évacuer Bilbao. Le lendemain, jour de la bataille de Vitoria, la division Maucune quitta cette ville à l'aube pour escorter un grand convoi à destination de la frontière française. Maucune écrivit à Foy dans la soirée, depuis Bergara, pour l'informer du bruit d'une canonnade sur ses arrières. Les nouvelles transmises le 22 par des fuyards rendirent compte du désastre qui venait de se produire pour les Français et de la poursuite engagée par les troupes alliées. En effet, la division espagnole de Longa était partie de Vitoria le même jour dans la matinée, suivie dans l'après-midi par les bataillons exténués de Girón ; toutefois, le mouvement de ce dernier fut rapidement suspendu par Wellington qui venait d'être informé de la présence du corps de Clauzel au sud. Avec seulement deux bataillons, Foy fut ainsi en mesure d'enrayer la progression de Longa au prix d'environ 200 pertes. Le 23 juin, il rassembla quelque 3 000 soldats à Bergara afin de disputer le terrain à la division Longa jusqu'à l'arrivée de la garnison de Bilbao et de la brigade italienne de Verbigier de Saint-Paul. L'armée de Galice atteignit les environs de Bergara à midi mais, compte tenu de l'épuisement des soldats, Girón reporta l'assaut contre les troupes de Foy au lendemain. Son adversaire ne l'attendit pas qui, sitôt fait sa jonction avec les renforts attendus dans l'après-midi, se replia vers l'est en direction de Villareal de Álava.

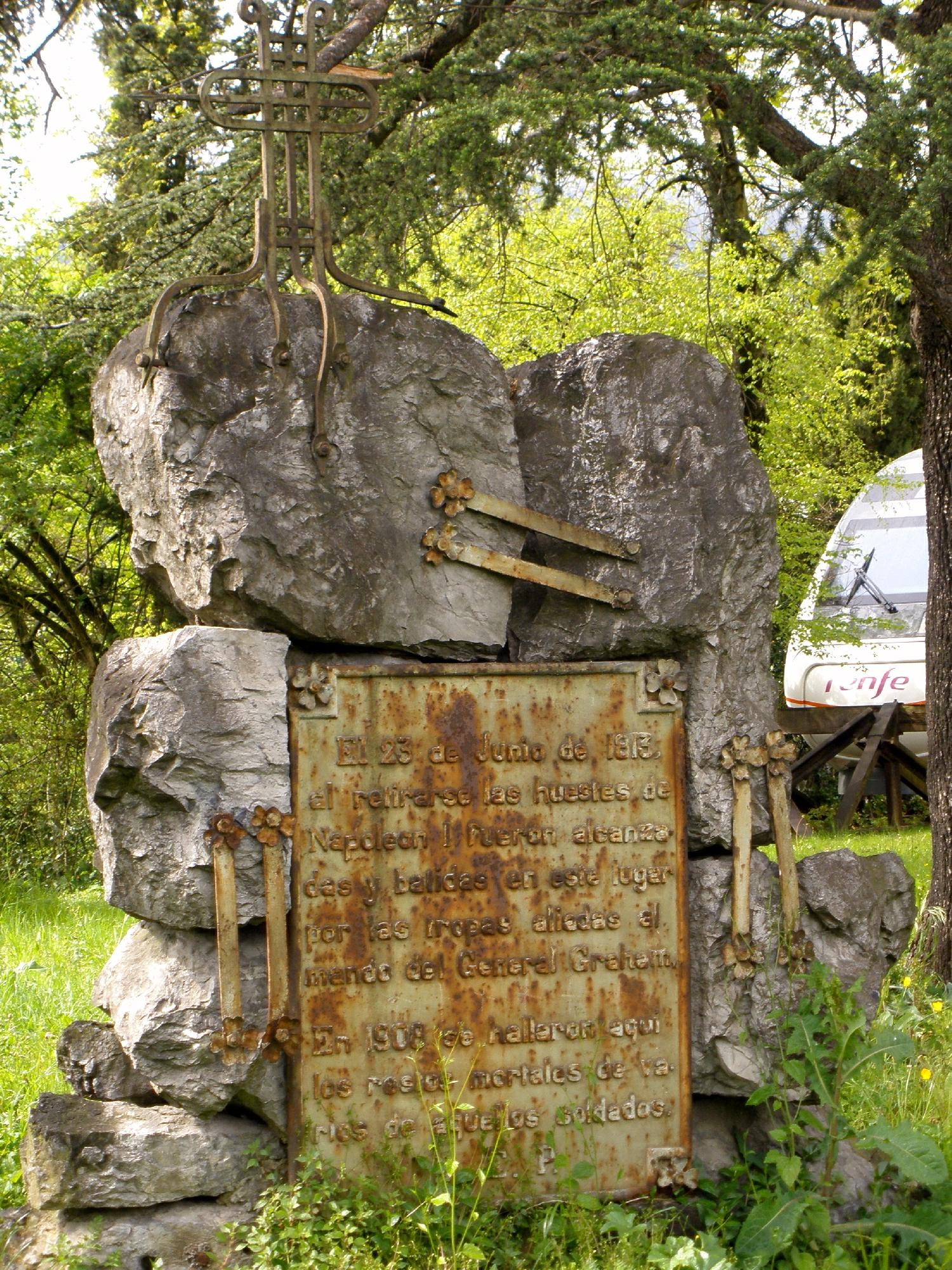
Mémorial en souvenir des soldats français tués à Beasain.

Les forces espagnoles de Girón et la colonne de Graham reçurent alors pour mission d'intercepter la retraite de Foy. Cependant, la marche du contingent de Graham, déjà retardée par de fortes pluies, fut également contrariée par le travail bâclé des services d'état-major. Alors que la brigade d'infanterie légère de la King's German Legion (KGL) parcourut une assez grande distance le 22 juin, le reste de la 1re division britannique et la brigade portugaise de Thomas Bradford étaient encore loin derrière, quoique plus avancées que la brigade portugaise de Denis Pack et la brigade de cavalerie britannique de George Anson.
Inquiet à l'idée que les forces alliées pussent utiliser la route de Salvatierra pour lui couper toute retraite, Foy ordonna à Maucune de sécuriser cette route jusqu'à ce que ses 8 000 soldats fussent en sécurité. Après avoir dirigé le convoi sur Tolosa, Maucune revint sur ses pas et disposa l'une de ses brigades à Villafranca de Ordicia tandis que sa seconde brigade était chargée de défendre Beasain. Le 24 juin, la colonne de Foy quitta Villareal de Álava dans les premières heures du jour, la brigade Saint-Paul faisant office d'arrière-garde. Les troupes espagnoles de Longa accrochèrent les Italiens sans parvenir toutefois à compromettre leur retraite. De son côté, Graham attaqua Maucune avec les troupes restées à sa disposition. Le premier assaut des Portugais de Bradford sur Villafranca fut repoussé mais ces derniers réussirent finalement à chasser les Français de leurs positions. Pendant ce temps, les bataillons légers de la KGL s'emparèrent de Beasain, ce qui n'empêcha pas Maucune de se replier sur les hauteurs voisines où il continua de défier ses adversaires. Sa bonne contenance permit à la colonne de Foy de se replier sans être inquiétée en direction de Tolosa. Les pertes des combats du 24 juin s'élevèrent à 200 hommes pour Maucune et à 93 pour Graham ; celles des Italiens et des Espagnols de Longa furent quant à elles d'environ 100 hommes de part et d'autre.
À ce stade, Graham avait sous ses ordres 26 000 hommes, dont 16 000 Espagnols et 10 000 Britanniques et Portugais. Les forces espagnoles se composaient des 11 000 hommes servant dans les deux divisions de Girón, des 3 000 Cantabriens de Longa et des 2 500 Asturiens de Juan Díaz Porlier. Chez les Anglo-Portugais, les effectifs étaient de 4 500 hommes pour la 1re division d'infanterie, de 4 500 hommes pour les brigades combinées de Pack et de Bradford et de 650 cavaliers sous Anson. Le 25 juin, l'avant-garde de Graham se heurta à la division Maucune à Alegia et l'obligea à évacuer ce village. Croyant à tort que l'armée de Joseph était susceptible de se replier vers les côtes de Biscaye, Foy se résolut à défendre la ville de Tolosa et expédia sur la frontière le grand convoi dont l'escorte fut assurée par la brigade du général Pierre-André-Hercule Berlier.

### Affrontement du 26 juin
À Tolosa, Foy disposait d'environ 16 000 hommes répartis entre sa propre division (3 000 soldats), celle de Maucune (3 000 hommes), les Italiens de Saint-Paul (1 500 hommes), les garnisons de Bilbao et de Durango (3 000 hommes), celles de Tolosa et des localités avoisinantes (2 500 hommes) et la brigade du général Vincent Marcel Deconchy appartenant à l'armée du Nord (2 000 hommes). La 5e division de Maucune était formée des 15e, 66e, 82e et 86e de ligne à deux bataillons chacun tandis que la brigade Deconchy comprenait deux bataillons du 64e de ligne, un bataillon du 22e de ligne, quatre compagnies du 34e de ligne et deux compagnies du 1er léger ; l'ordre de bataille de la division Foy était identique à celle du mois d'avril. Enfin, la brigade Saint-Paul était composée des mêmes unités que la division Palombini mais sans cavalerie attachée. La composition de la brigade Rouget n'est pas connue.
La principale route à destination de la France cheminait par Tolosa, en direction du nord-est. Cette dernière ville, sise dans la vallée de l'Oria, était entourée par d'imposantes collines. Étant donné que Tolosa se trouvait sur un axe de communication important, les Français avaient renforcé les anciennes murailles avec des casemates et protégé les portes de la ville avec des palissades. Foy plaça la brigade Deconchy dans Tolosa même tandis que la brigade du général Michel Louis Joseph Bonté et les Italiens étaient positionnés au sud-est de la localité, derrière un ruisseau. La deuxième brigade de Foy défendait la colline de Jagoz, à proximité de la ville, alors que la brigade Rouget occupait les hauteurs sur la rive ouest de l'Oria. Quant à la division Maucune, elle fut déployée en réserve sur la route principale, en arrière de Tolosa. La position de Foy était idéale pour résister à une attaque en provenance de la route principale et longue à contourner pour un éventuel assaillant.